# Veličina
Veličina je vlastnost jevu, tělesa nebo látky, mající velikost, kterou lze vyjádřit číslem a referencí. Je to tedy pojem používaný pro kvantitativní a kvalitativní popis reality. Podmínkou, aby nějaká vlastnost hmotného světa mohla být chápána jako veličina, je možnost (metoda) ji kvantifikovat. Je to rozhodující krok k objektivizaci – interpersonalizaci chápání významu dané veličiny (anulování vnitřní vágnosti významu), tedy k cestě do exaktního světa. Veličina má svou hodnotu sestávající z číselné hodnoty (která je nositelem kvantitativní stránky popisu) a reference (která je nositelem kvalitativní stránky popisu). Referencí je obvykle (měřicí) jednotka, ale u řadových neboli technických veličin, jako např. tvrdost, je to měřicí postup, referenční materiál nebo jejich kombinace, a  ty pak používají měřicí stupnici.  Mnohé veličiny jsou pouhými čísly, např. index lomu. Takové číslo však má smysl jen se znalostí toho, co charakterizuje; v tom případě hovoříme o veličinách s rozměrem 1 nebo stručně o bezrozměrových veličinách. Jejich jednotkou je 1 (jedna; ve veličinovém počtu je touto jednotkou neutrální prvek) nebo jiný, z praktických či historických důvodů zvolený násobek (například často užívaná jedna setina, tedy procento). Pro některé bezrozměrové veličiny má tato jednotka vlastní název (např. radián, decibel), nebo je vyjádřena podílem (např. milimol na mol). Každá veličina má svůj název a značku, řadová veličina má svou stupnici hodnot.
S veličinami se setkáváme v mnoha oblastech denního života. Typickými veličinami jsou fyzikální veličiny, zahrnující „míry a váhy“ a z nich odvozené veličiny (např. molární hmotnost používaná v chemii). S veličinami se však setkáváme nejen v přírodních vědách, matematice (v matematice ve „slovních úlohách“ počítáme s vhodně pojmenovanými čísly stejně jako s fyzikálními veličinami) a technice, ale v omezenější míře i v ekonomických (např. hospodářské ukazatele jako je hrubý domácí produkt), společenskovědních (např. sémantický diferenciál zavedený v psychologii) a uměleckých oborech.
Určování hodnoty veličiny (tedy její velikosti ve zvolených jednotkách) nazýváme měření. Popisem jednotek a určováním hodnot veličin se zabývá metrologie.

## Význam
Veličina je zavedena tak, že je součástí exaktního světa a zároveň (elementární a měřitelnou) manifestací reálného světa, či sondou do něho. Je významným a nenahraditelným mostem mezi oběma těmito světy. Takové pojetí podstaty veličiny umožnilo Izáku Newtonovi vybudovat exaktní vědu, tedy zobrazovat znalosti o reálném světě jako exaktní svět, jinými slovy vědu matematizovat viz Vágnost, Exaktní věda. Tento Newtonův počin znamená historický zlom v možnostech vědeckého poznání a budování vědy, neboť věda dostala i nový, velice efektivní nástroj formálního (matematického) odvozování tj. získávání nových znalostí z dosud známých viz Exaktní věda a tam: Příklad inference ve formálním systému. Je lhostejno, o jaký vědní obor se jedná, nutnou podmínkou pro budování přístupu exaktní vědy je možnost zavedení potřebných veličin.
Veličiny musí v exaktních vědách tvořit smysluplný celek – soustavu. Tvorba takové soustavy vyžaduje jistá pravidla. Veličina je v exaktních vědách vybrána tedy tak, že mezi vzdělanci v příslušném oboru o ní samé nesmějí vzniknout žádné pochybnosti o zaujatém hledisku či hloubce a šíři náhledu, a tak jejího významu, tedy o interpretaci jejího jména (v tom tkví její příslušnost do exaktního světa). V exaktních vědách je veličina proto vždy přesně vymezena jednak konsensuálně (základní množina) – (k zabránění definice kruhem) základní veličina, další pak definitoricky (odvozené) odvozená veličina. V tomto duchu píše I. Newton ve svém díle Philosophiae Naturalis Principia Mathematica v roce 1687. V současné době totéž platí pro veličiny – celosvětově zavedené soustavy veličin označené SI viz Soustava SI (z franc. Le Système international d'unités). Od dob I. Newtona po současnost se soustava veličin neustále vyvíjí, nejen z důvodů zavedení nových veličin nutných pro nově vznikající odvětví vědy, ale i z důvodů, že se nacházejí mnohem dokonalejší definice veličin postavené na možnosti dokonalejšího měření jejich hodnot viz Nové definice SI. Ustupuje se od dávných normálů např. metru – tyče ze slitiny iridia a platiny (stanoveného podle délky kvadrantu Země), a metr je nově definován na základě jednotky času – sekundy (ta je stanovena tzv. césiovým standardem – césiové atomové hodiny) a na základě rychlosti světla ve vakuu. Metr je přitom i nadále základní jednotkou. 

## Rozdělení
- Fyzikální veličiny jsou definovány obecně, tj. nezávisle na metodice měření, zpravidla exaktním vztahem k jiným veličinám, přičemž vycházejí z nejobecnějších prostorově-časových a materiálních veličin (délka, čas, hmotnost, náboj). Používají se v oblasti přírodovědné a technické (fyzika, astronomie, geometrie, chemie, biologie, geologie, informatika, strojírenství, elektrotechnika…), ale základní „míry a váhy“ jsou běžné i v každodenní praxi.

Příklady: objem, moment hybnosti, teplota, elektrický proud, chemický potenciál 
- Jako technické veličiny se označují veličiny, které nejsou stanoveny obecně exaktním vztahem k jiným veličinám, ale odvozují se z experimentálního předpisu. Jsou tedy závislé na metodice měření, kterou jsou definovány. Patří sem také takové veličiny, kterými kvantitativně charakterizujeme některé parametry zkoušených objektů (charakteristiky jakosti) a ekonomické charakteristiky. Používají se proto nejen v technické (a vojenské) praxi, v průmyslu, lékařství, seismologii, ale patří sem i veličiny z oblasti společenských věd a jejich aplikací (zejména v oblasti ekonomických a sociologických oborů), které jsou zpravidla bezrozměrné (různé statistické údaje) nebo vyjádřitelné jako závislosti na měnových jednotkách a čase.

Příklady: tvrdost, dolet, makroseizmická intenzita zemětřesení, spotřeba, míra nezaměstnanosti, cena za kus, natalita, televizní sledovanost (rating, share)
- Třetí kategorií jsou veličiny, někdy nazývané jako veličiny kvalimetrické, jejichž přímá kvantifikace je nemožná, ale kvantitativní vyjádření je pro některé obory lidské praxe žádoucí a účelné. Patří sem charakteristiky vyjadřující estetické vnímání, senzorické vnímání, praktičnost apod. Kvantitativní stanovení je možné jen statistickým vyhodnocením subjektivních klasifikačních „známek“ posuzovatelů. Kvalimetrické veličiny nepatří do metrologie, protože se nezjišťují objektivním měřením, ale vyhodnocením subjektivního posuzování.

Příklady: barevná sytost, hořkost
- Jako příklady toho, že hranice mezi výše uvedenými kategoriemi veličin jsou neostré, mohou sloužit veličiny (řazené mezi fyzikální, ale související se statisticky určenými charakteristikami lidského těla nebo subjektivních počitků) z oblasti smyslového vnímání v oborech jako optika a akustika nebo zdravotního poškození organismu v oboru dozimetrie.

Příklady: hlasitost, dávkový ekvivalent 
U fyzikálních veličin se setkáváme s dalšími způsoby dělení, např. na veličiny extenzivní, intenzivní a protenzivní, nebo na skaláry, vektory a tenzory.

### Terminologická poznámka
Kategorie fyzikálních resp. technických veličin jsou nazvané podle použité metrologické metody, jsou tedy označením metodologickým a necharakterizují oblast použití těchto veličin.
Někdy se však používá obecné označení skupiny veličin podle oblasti použití. Lze se tak setkat s pojmem chemická veličina (i na Wikipedii), ačkoli se metrologicky jedná většinou o jednotky fyzikální (v menší míře technické a někdy i kvalimetrické). Podobně ekonomická veličina je z metrologického hlediska zpravidla veličinou technickou, ale existují mezi nimi i veličiny fyzikální (např. charakteru času) a kvalimetrické.

## Označování a zápis
Značkou veličiny (dříve též symbolem veličiny) je obvykle písmeno (skupina písmen) latinské nebo řecké abecedy, někdy s indexy nebo jinými rozlišovacími znaménky.
Normy řady ČSN ISO/IEC 80000 doporučují pro značku veličiny použití kurzivy (skloněného písma) bez ohledu na druh písma ostatního textu.
Značkou jednotky je obvykle písmeno (skupina písmen) latinské abecedy, výjimečně písmeno řecké abecedy, nebo jejich kombinace vytvořená naznačeným násobením, mocninou nebo dělením (lomítkem nebo zlomkovou čárou).
Normy řady ČSN ISO/IEC 80000 doporučují pro značku jednotky použití antikvy (stojatého písma) bez ohledu na druh písma ostatního textu.
Zápis veličiny
Obecně se jednotka dané veličiny zapisuje jako značka veličiny v hranatých závorkách.
Číselná hodnota dané veličiny se zapisuje jako značka veličiny ve složených závorkách.
Veličina udává, jakou číselnou hodnotou musíme danou jednotku zvětšit (znásobit), abychom obdrželi měřenou vlastnost jistého objektu. Proto lze veličinu označenou X napsat jako formální součin číselné hodnoty {X} a jednotky této veličiny [X]:
{\displaystyle X=\{X\}[X]}
Příklad:
Plocha S = 5 m²
- značka (symbol) veličiny je S
- číselná hodnota {S} je 5
- jednotkou [S] je čtverečný metr
- značka jednotky je m²

Z výše uvedeného vztahu plyne i zásada pro převod dané veličiny na jiné jednotky [X]':
Zvolíme-li k-krát větší novou jednotku [X]'
{\displaystyle [X]^{\prime }=k[X]} ,
musí být číselná hodnota stejné veličiny k-krát menší, aby formální součin zůstal stejný:
{\displaystyle \{X\}^{\prime }={\frac {1}{k}}\{X\}}
Příklad:
1 min = 60 s, proto
600 s = 10 min
Se symbolickým zápisem lze pracovat i při odvozování veličin. Při něm se veličiny násobí a dělí podle pravidel algebry. Díky komutativnosti násobení přeskupíme činitele tak, abychom k sobě dostali všechny číselné hodnoty a všechny jednotky. Budeme-li mít veličinu X odvozenou z veličin A, B a C například vztahem X = A·B/C, bude pak její číselná hodnota {X} = {A}·{B}/{C} a jednotka [X] = [A]·[B]/[C] (i když ta může mít nový název i značku).

## Přenesený význam slova
V přeneseném významu slova pak slovo veličina vyjadřuje důležitost či úctyhodnost nějaké osoby. Viz též kapacita.